# Santa Barbara (Pangasinan)
Santa Barbara ist eine Stadtgemeinde in der philippinischen Provinz Pangasinan auf der Insel Luzon und liegt im ausgedehnten Stromgebiet des Agno. Im Jahre 2015 wohnten in dem 65,48 km² großen Gebiet 82.012 Menschen, wodurch sich eine Bevölkerungsdichte von 1252 Einwohnern pro km² ergibt. Der überwiegende Teil der Bevölkerung lebt von der Landwirtschaft.
Santa Barbara ist in folgende 29 Baranggays (Stadtteile) aufgeteilt:
| - Alibago - Balingueo - Banaoang - Banzal - Botao - Cablong - Carusocan - Dalongue - Erfe - Gueguesangen | - Leet - Malanay - Maningding - Maronong - Maticmatic - Minien East - Minien West - Nilombot - Patayac - Payas | - Poblacion Norte - Poblacion Sur - Primicias - Sapang - Sonquil - Tebag East - Tebag West - Tuliao - Ventinilla |

## Weblinks

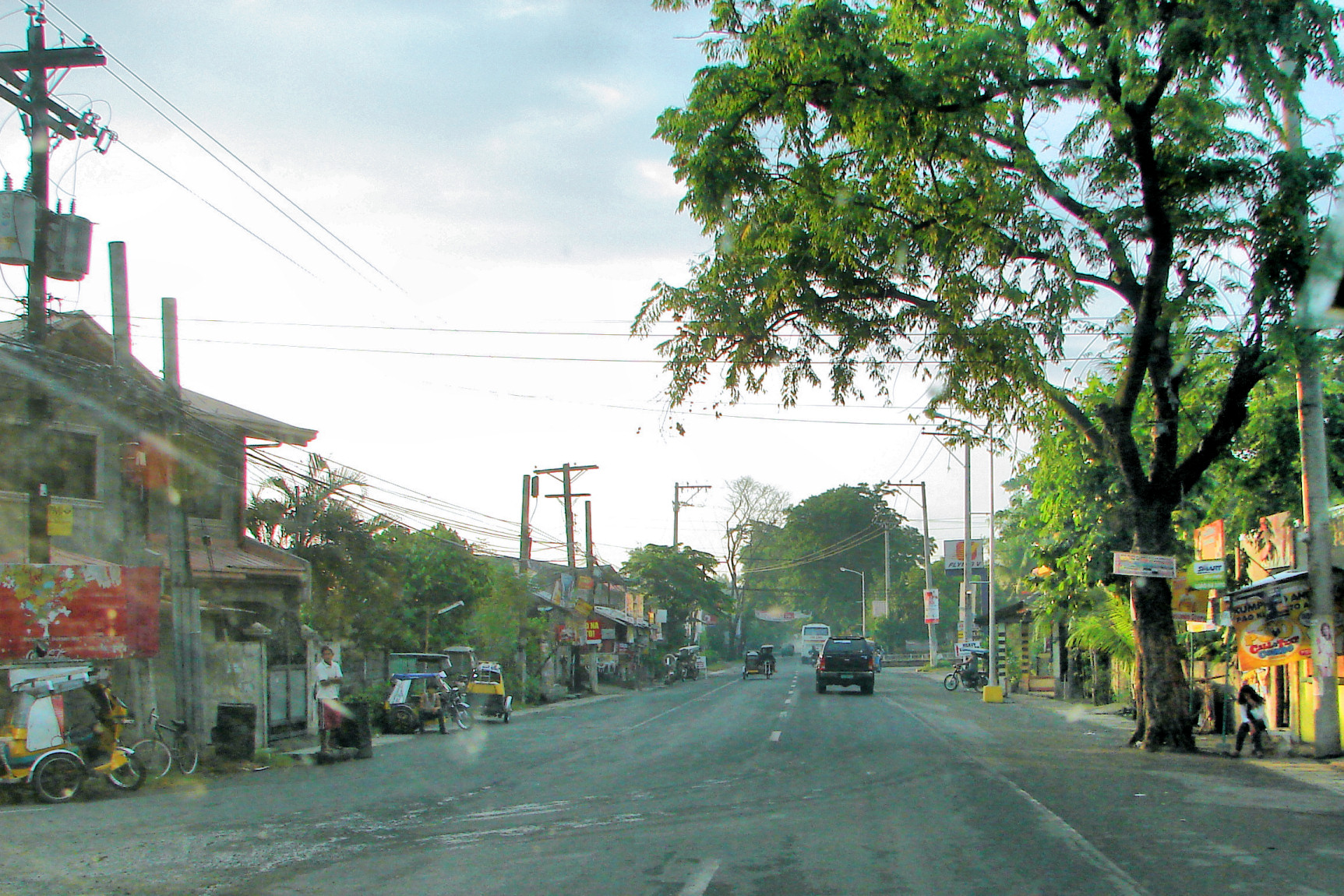
Typisches Straßenbild in Santa Barbara